# جزيرة النمل (سوريا)
جزيرة النمل وتدعى أيضا جزيرة بصيرة هي أحد الجزر القليلة في الساحل السوري. تتفق المصادر على أن بعد جزيرة النمل عن شاطئ مدينة طرطوس 3كم، في حين تقول مصادر أخرى أن المسافة الأدق هي 1كم. وتقع جزيرة النمل شمال جزيرة «أرواد» تبلغ مساحتها 2000م، وتحتوي تشكيلات صخرية وبرك ملح، وهي مكان مفضل للسباحة والصيد حيث يقصدها كثير من الناس عن طريق مرفأ صغير موجود في منطقة بصيرة السياحية شمال مدينة طرطوس.
وبخصوص أصل تسميتها، اكتسبت الجزيرة اسمها بسبب انتشار حشرة برمائية صغيرة تشبه النمل على سطحها بشكل كبير. وتأتي تسميتها الثانية، جزيرة بصيرة، لإطلال ساحلها الشرقي على منطقة بصيرة القديمة في وطى حصين البحر على ساحل طرطوس. غير أن الاسم الأول، جزيرة النمل، هو الغالب في المراجع وبين الناس.

## وصف الجزيرة
تبعد الجزيرة عن جزيرة أرواد حوالي 10كم نحو الشمال، وهي أقرب جزر أرواد الخمس إلى ساحل طرطوس. تتألف جزيرة النمل من كتلة صخرية واحدة، ويبلغ أقصى امتداد لها 100 متر من الشمال إلى الجنوب، في حين يبلغ أقصى عرضها حوالي 65 متر من شرقها إلى غربها. يمتاز شاطئها الشرقي المتاخم للجزيرة بضحالته، ويزداد العمق بالابتعاد عن رصيف الجزيرة. على العكس من ذلك، يمتاز الشاطئ الغربي بعمقه مما يجعله مثاليا لرياضتي الغوص وصيد الأسماك.
لا تمتلك منطقة على طول شاطئ الساحل السوري ذلك الشاطئ الموجود على جزيرة «النمل»، فالمياه نقية للغاية بعكس المياه القريبة من البر الرئيسي، كما توجد عدة ينابيع حول الجزيرة وتحديداً من الجهة الشرقية المقابلة لشاطئ البر وأحدها غزير لدرجة ويمكن شرب مياه حلوة نقية مكان فوران النبع، في حين ينتشر الرمل السميك في قاع البحر على مساحة واسعة وبعمق منخفض لا يتجاوز المترين.
يوجد عليها الكثير من أنواع الأصداف البحرية، وسرطانات البحر، كما يتميز محيطها باحتوائه على الأعشاب البحرية .